# Перес, Луис Стеварт
Луис Стеварт Перес Альгера (исп. Luis Stewart Pérez Alguera; 17 марта 1987, Сьюдад-Нейли, Коста-Рика) — коста-риканский футболист, полузащитник коста-риканского клуба «Депортиво Саприсса».

## Клубная карьера
Луис Стеварт Перес начинал свою карьеру футболиста в коста-риканском клубе «Перес-Селедон». 27 августа 2006 года он дебютировал в коста-риканской Примере, выйдя в основном составе в гостевом поединке против «Алахуэленсе».
14 мая 2009 года Перес перешёл в «Картахинес», отыграв за этот клуб два года, после чего вернулся в «Перес-Селедон». 20 апреля 2017 года было объявлено о подписании футболистом годичного контракта с возможностью продления с командой «Депортиво Саприсса».